# Segunda División B de España 1997-98
La temporada 1997–98 de la Segunda División B de España de fútbol corresponde a la 21.ª edición del campeonato y se disputó entre el 30 de agosto de 1997 y el 17 de mayo de 1998 en su fase regular. Posteriormente se disputó la promoción de ascenso entre el 23 de mayo y el 28 de junio.

## Sistema de competición
Participan ochenta clubes de toda la geografía española, encuadrados en cuatro grupos de veinte equipos según proximidad geográfica. Se enfrentan en cada grupo todos contra todos en dos ocasiones -una en campo propio y otra en campo contrario- durante un total de 38 jornadas. El orden de los encuentros se decide por sorteo antes de empezar la competición. La Real Federación Española de Fútbol es la responsable de designar a los árbitros de cada encuentro.
El ganador de un partido obtiene tres puntos, el perdedor no suma puntos, y en caso de un empate hay un punto para cada equipo. Al término del campeonato, el equipo que acumula más puntos en cada grupo se proclama campeón de Segunda División B y juega la promoción de ascenso; junto con los segundos, terceros y cuartos clasificados de cada grupo para ascender a Segunda División. Esta promoción tiene formato de liguilla con cuatro grupos en los que se emparejan equipos de distintos grupos y que hayan quedado en posiciones distintas.
Los cuatro últimos equipos clasificados de cada grupo descienden a Tercera División. Los decimosextos clasificados juegan la promoción por la permanencia que se disputa por eliminación directa a doble partido y los emparejamientos se determinan por sorteo. Los dos equipos derrotados se enfrentan en otra eliminatoria a doble partido en la que el perdedor pierde la categoría.

## Nota
Hoy en día hay clubes que su nombre han derivado a idiomas como catalán-valenciano-balear, euskera o gallego; pero para reflejar la realidad de la época, los nombres de los equipos aparecen tal y como se inscribieron para competir en esta temporada.

## Equipos de la temporada 1997/98
| Datos de ascensos y descensos |
| --- |
| Almería CF, FC Barcelona "B", Écija Balompié y Real Madrid CF "B" descienden de Segunda División A. Elche CF, Real Jaén CF, CD Numancia y Xerez CD ascienden a Segunda División A. Aranjuez CF, Benidorm CD, RC Celta de Vigo "B", SD Huesca, CF Llíria, CD Logroñés "B", AEC Manlleu, Club Atlético Marbella, Club Marino de Luanco, CD Colonia Moscardó, Polideportivo Ejido, Real Sociedad de Fútbol "B", UD Realejos, UE Sant Andreu, Vélez CF, Zalla UC y Zamudio SD descienden a Tercera División. También desciende el Real Madrid CF "C" arrastrado por el descenso del Real Madrid CF "B". Amurrio Club, Burgos CF, Caudal Deportivo, CD Elgóibar, CD Endesa Andorra, CD Isla Cristina, Club Deportivo Leganés "B", Lorca CF, Moralo CP, Motril CF, Novelda CF, Ontinyent CF, Unión Deportiva Pájara-Playas de Jandía, UP Plasencia, Racing de Santander "B", CF Sóller y Zamora CF ascienden a Segunda División B. También asciende el CF Rayo Majadahonda que ocupa la plaza del Real Madrid CF "C". |

### Grupo I
En este grupo se encuentran los equipos de: Galicia (5), Asturias (5), Comunidad de Madrid (6), Extremadura (3) y parte de Castilla-La Mancha (1).
| - RC Deportivo de La Coruña "B" - CD Endesa As Pontes - CD Lugo - Pontevedra CF - Racing de Ferrol - Real Avilés Industrial - Caudal Deportivo - UP Langreo - Real Oviedo "B" - Real Sporting de Gijón "B" |  | - CD Carabanchel - CF Fuenlabrada - Getafe CF - CD Leganés "B" - CF Rayo Majadahonda - Real Madrid CF "B" - CP Cacereño - Moralo CP - UP Plasencia - Talavera CF |

### Grupo II
En este grupo se encuentran los equipos de: Cantabria (2), País Vasco (10), Castilla y León (4), Navarra (2) y Aragón (2).
| - Gimnástica de Torrelavega - Racing de Santander "B" - Amurrio Club - CD Aurrerá de Vitoria - Barakaldo CF - SD Beasáin - Club Bermeo - Athletic Club "B" - CD Elgóibar - SD Gernika |  | - SD Lemona - Real Unión Club - Burgos CF - Cultural Leonesa - Real Valladolid CF "B" - Zamora CF - CD Izarra - Club Atlético Osasuna "B" - CD Endesa Andorra - Real Zaragoza "B" |

### Grupo III
En este grupo se encuentran los equipos de: Cataluña (9), Comunidad Valenciana (5), Islas Baleares (2), Canarias (3) y del Principado de Andorra (1).
| - FC Barcelona "B" - RCD Espanyol "B" - UE Figueres - CF Gavà - Gimnàstic de Tarragona - UDA Gramenet - CD Hospitalet - CE Sabadell FC - Terrassa FC - CD Castellón |  | - CF Gandía - Novelda CF - Ontinyent CF - Valencia CF "B" - RCD Mallorca "B" - CF Sóller - UD Gáldar - CD Mensajero - UD Pájara-Playas de Jandía - FC Andorra |

### Grupo IV
En este grupo se encuentran los equipos de: Andalucía (14), Región de Murcia (4), parte de Castilla-La Mancha (1) y la ciudad autónoma de Melilla (1).
| - Almería CF - Real Betis "B" - Cádiz CF - Córdoba CF - Écija Balompié - Granada CF - Guadix CF - CD Isla Cristina - Málaga CF - Motril CF |  | - Polideportivo Almería - Recreativo de Huelva - UD San Pedro - Sevilla FC "B" - Lorca CF - AD Mar Menor - Real Murcia CF - Yeclano CF - CD Manchego - UD Melilla |

## Resultados y clasificaciones

### Grupo I

#### Clasificación
| Pos. | Equipo                           | Pts. | PJ | G  | E  | P  | GF | GC | Dif. | Clasificación                     |
| ---- | -------------------------------- | ---- | -- | -- | -- | -- | -- | -- | ---- | --------------------------------- |
| 1    | C. P. Cacereño                   | 78   | 38 | 24 | 6  | 8  | 72 | 36 | +36  | Acceso a Promoción de ascenso     |
| 2    | Real Madrid C. F. "B"            | 72   | 38 | 23 | 3  | 12 | 70 | 40 | +30  | Acceso a Promoción de ascenso     |
| 3    | R. C. Deportivo de La Coruña "B" | 72   | 38 | 22 | 6  | 10 | 51 | 27 | +24  | Acceso a Promoción de ascenso     |
| 4    | Talavera C. F.                   | 71   | 38 | 21 | 8  | 9  | 65 | 46 | +19  | Acceso a Promoción de ascenso     |
| 5    | Racing de Ferrol                 | 71   | 38 | 21 | 8  | 9  | 59 | 38 | +21  |                                   |
| 6    | C. D. Lugo                       | 65   | 38 | 18 | 11 | 9  | 55 | 46 | +9   |                                   |
| 7    | Getafe C. F.                     | 57   | 38 | 17 | 6  | 15 | 45 | 40 | +5   |                                   |
| 8    | Sporting de Gijón "B"            | 57   | 38 | 14 | 15 | 9  | 48 | 44 | +4   |                                   |
| 9    | C. F. Fuenlabrada                | 54   | 38 | 15 | 9  | 14 | 54 | 55 | −1   |                                   |
| 10   | Pontevedra C. F.                 | 53   | 38 | 14 | 11 | 13 | 43 | 40 | +3   |                                   |
| 11   | U. P. Langreo                    | 50   | 38 | 12 | 14 | 12 | 49 | 49 | 0    |                                   |
| 12   | Real Oviedo "B"                  | 48   | 38 | 12 | 12 | 14 | 51 | 53 | −2   |                                   |
| 13   | U. P. Plasencia                  | 46   | 38 | 12 | 10 | 16 | 48 | 54 | −6   |                                   |
| 14   | Moralo C. P.                     | 43   | 38 | 12 | 7  | 19 | 38 | 55 | −17  |                                   |
| 15   | Caudal Deportivo                 | 42   | 38 | 10 | 12 | 16 | 43 | 57 | −14  |                                   |
| 16   | Real Avilés Industrial           | 40   | 38 | 9  | 13 | 16 | 37 | 47 | −10  | Acceso a Promoción de permanencia |
| 17   | C. D. Endesa As Pontes (D)       | 39   | 38 | 10 | 9  | 19 | 38 | 56 | −18  | Descenso a Tercera División       |
| 18   | C. F. Rayo Majadahonda (D)       | 35   | 38 | 9  | 8  | 21 | 43 | 59 | −16  | Descenso a Tercera División       |
| 19   | C. D. Carabanchel (D)            | 28   | 38 | 5  | 13 | 20 | 29 | 62 | −33  | Descenso a Tercera División       |
| 20   | C. D. Leganés "B" (D)            | 26   | 38 | 7  | 5  | 26 | 35 | 69 | −34  | Descenso a Tercera División       |

 Fuente: BDFutbol
Criterios de clasificación: Puntos · Enfrentamientos directos · Diferencia de goles · Goles a favor · Play-off

#### Resultados
| Local \ Visitante                | AVI | CAC | CAR | CAU | DEP | END | FUE | GET | LAN | LEG | LUG | MOR | OVI | PLA | PON | RFE | RMJ | RMA | SPO | TAL |
| -------------------------------- | --- | --- | --- | --- | --- | --- | --- | --- | --- | --- | --- | --- | --- | --- | --- | --- | --- | --- | --- | --- |
| Real Avilés Industrial           | —   | 0–0 | 5–0 | 0–0 | 0–1 | 0–0 | 0–1 | 1–0 | 0–2 | 2–2 | 1–2 | 0–0 | 2–1 | 0–0 | 2–0 | 1–0 | 2–3 | 2–2 | 2–1 | 0–2 |
| C. P. Cacereño                   | 2–0 | —   | 2–0 | 1–1 | 1–0 | 3–0 | 0–1 | 3–0 | 5–2 | 3–1 | 2–1 | 2–0 | 0–3 | 2–1 | 1–2 | 2–2 | 2–0 | 2–1 | 2–1 | 3–1 |
| C. D. Carabanchel                | 0–2 | 0–1 | —   | 3–1 | 0–3 | 2–0 | 0–2 | 0–0 | 1–1 | 0–2 | 1–1 | 0–1 | 1–1 | 1–1 | 0–0 | 0–1 | 3–2 | 1–4 | 1–1 | 0–0 |
| Caudal Deportivo                 | 1–1 | 1–1 | 2–1 | —   | 0–1 | 1–0 | 1–1 | 0–1 | 1–2 | 2–0 | 1–1 | 2–1 | 4–2 | 2–1 | 2–0 | 0–2 | 0–0 | 2–4 | 1–1 | 1–2 |
| R. C. Deportivo de La Coruña "B" | 2–0 | 2–1 | 1–0 | 4–0 | —   | 2–0 | 1–1 | 1–0 | 0–1 | 0–1 | 3–1 | 4–1 | 0–0 | 4–0 | 1–0 | 1–1 | 2–1 | 0–1 | 2–0 | 1–2 |
| C. D. Endesa As Pontes           | 1–1 | 1–3 | 2–2 | 3–0 | 0–1 | —   | 1–1 | 0–2 | 1–1 | 3–1 | 1–0 | 1–0 | 2–0 | 1–2 | 1–0 | 1–1 | 3–2 | 4–0 | 1–2 | 0–2 |
| C. F. Fuenlabrada                | 1–1 | 4–0 | 1–3 | 1–0 | 0–2 | 1–1 | —   | 1–0 | 2–4 | 4–0 | 0–0 | 1–3 | 2–3 | 1–0 | 4–0 | 1–0 | 1–0 | 0–4 | 1–2 | 1–1 |
| Getafe C. F.                     | 2–1 | 1–5 | 4–2 | 0–0 | 1–2 | 4–0 | 1–0 | —   | 2–1 | 2–0 | 1–2 | 1–2 | 0–2 | 3–2 | 1–0 | 1–0 | 2–1 | 3–1 | 0–1 | 3–0 |
| U. P. Langreo                    | 1–3 | 0–0 | 0–0 | 3–2 | 0–0 | 2–0 | 1–3 | 0–0 | —   | 2–1 | 1–1 | 1–1 | 2–2 | 1–1 | 2–0 | 4–0 | 0–0 | 1–3 | 0–1 | 3–2 |
| C. D. Leganés "B"                | 1–0 | 0–3 | 2–0 | 1–1 | 0–1 | 0–2 | 1–2 | 1–1 | 1–2 | —   | 2–3 | 1–2 | 2–0 | 2–1 | 0–1 | 1–3 | 3–0 | 0–1 | 1–2 | 1–3 |
| C. D. Lugo                       | 1–0 | 0–2 | 0–0 | 3–1 | 2–0 | 2–1 | 2–1 | 2–0 | 3–0 | 3–1 | —   | 4–1 | 4–3 | 1–0 | 1–1 | 1–0 | 2–2 | 1–1 | 0–0 | 1–0 |
| Moralo C. P.                     | 1–1 | 3–0 | 1–4 | 0–1 | 1–2 | 0–0 | 1–1 | 0–3 | 2–1 | 1–0 | 1–0 | —   | 2–2 | 3–1 | 0–1 | 0–2 | 3–1 | 1–0 | 0–1 | 1–3 |
| Real Oviedo "B"                  | 2–1 | 0–2 | 0–0 | 4–1 | 2–2 | 1–0 | 1–3 | 1–1 | 1–3 | 0–0 | 1–2 | 0–0 | —   | 1–0 | 0–1 | 2–3 | 1–0 | 1–3 | 1–1 | 2–0 |
| U. P. Plasencia                  | 2–2 | 0–3 | 0–0 | 3–2 | 3–2 | 5–1 | 4–1 | 2–1 | 1–0 | 2–1 | 1–1 | 1–0 | 1–2 | —   | 1–1 | 0–1 | 3–0 | 1–2 | 1–1 | 2–0 |
| Pontevedra C. F.                 | 1–1 | 2–2 | 2–1 | 0–0 | 0–1 | 1–0 | 4–0 | 0–0 | 2–1 | 3–2 | 3–1 | 2–0 | 3–3 | 0–0 | —   | 3–0 | 1–3 | 0–1 | 3–3 | 1–1 |
| Racing de Ferrol                 | 1–0 | 3–2 | 2–0 | 3–1 | 0–0 | 3–2 | 5–3 | 1–0 | 2–1 | 7–1 | 1–1 | 3–2 | 1–0 | 2–1 | 0–2 | —   | 1–1 | 4–0 | 1–0 | 1–1 |
| C. F. Rayo Majadahonda           | 1–2 | 0–2 | 2–0 | 2–4 | 1–0 | 0–0 | 2–3 | 2–0 | 0–0 | 2–1 | 4–1 | 1–2 | 0–1 | 2–3 | 1–3 | 0–2 | —   | 0–1 | 2–2 | 3–0 |
| Real Madrid C. F. "B"            | 3–0 | 0–2 | 4–1 | 0–1 | 0–1 | 6–1 | 2–0 | 2–3 | 0–0 | 3–0 | 2–0 | 4–1 | 3–0 | 2–0 | 1–0 | 1–0 | 0–1 | —   | 3–0 | 1–3 |
| Sporting de Gijón "B"            | 4–1 | 1–0 | 4–0 | 2–1 | 2–0 | 1–3 | 2–2 | 0–1 | 1–1 | 1–1 | 1–3 | 2–0 | 0–4 | 1–1 | 1–0 | 0–0 | 0–0 | 2–1 | —   | 2–2 |
| Talavera C. F.                   | 3–0 | 1–5 | 4–1 | 2–2 | 3–1 | 1–0 | 2–1 | 1–0 | 4–2 | 1–0 | 5–1 | 1–0 | 1–1 | 4–1 | 1–0 | 1–0 | 3–1 | 1–3 | 1–1 | —   |

### Grupo II

#### Clasificación
| Pos. | Equipo                      | Pts. | PJ | G  | E  | P  | GF | GC | Dif. | Clasificación                     |
| ---- | --------------------------- | ---- | -- | -- | -- | -- | -- | -- | ---- | --------------------------------- |
| 1    | Barakaldo C. F.             | 76   | 38 | 23 | 7  | 8  | 57 | 28 | +29  | Acceso a Promoción de ascenso     |
| 2    | Athletic Club "B"           | 74   | 38 | 22 | 8  | 8  | 51 | 35 | +16  | Acceso a Promoción de ascenso     |
| 3    | S. D. Beasain               | 73   | 38 | 21 | 10 | 7  | 53 | 27 | +26  | Acceso a Promoción de ascenso     |
| 4    | Cultural Leonesa            | 72   | 38 | 20 | 12 | 6  | 56 | 31 | +25  | Acceso a Promoción de ascenso     |
| 5    | C. D. Aurrera de Vitoria    | 72   | 38 | 21 | 9  | 8  | 52 | 25 | +27  |                                   |
| 6    | Real Zaragoza "B"           | 68   | 38 | 19 | 11 | 8  | 60 | 29 | +31  |                                   |
| 7    | Gimnástica de Torrelavega   | 56   | 38 | 16 | 8  | 14 | 48 | 44 | +4   |                                   |
| 8    | C. D. Elgoibar              | 51   | 38 | 14 | 9  | 15 | 41 | 45 | −4   |                                   |
| 9    | S. D. Lemona                | 51   | 38 | 12 | 15 | 11 | 33 | 30 | +3   |                                   |
| 10   | S. D. Gernika               | 51   | 38 | 15 | 6  | 17 | 39 | 46 | −7   |                                   |
| 11   | C. A. Osasuna "B"           | 49   | 38 | 13 | 10 | 15 | 30 | 27 | +3   |                                   |
| 12   | Real Valladolid C. F. "B"   | 48   | 38 | 13 | 9  | 16 | 37 | 48 | −11  |                                   |
| 13   | Amurrio Club                | 45   | 38 | 13 | 6  | 19 | 34 | 48 | −14  |                                   |
| 14   | Club Bermeo                 | 45   | 38 | 12 | 9  | 17 | 35 | 52 | −17  |                                   |
| 15   | Burgos C. F.                | 45   | 38 | 11 | 12 | 15 | 31 | 37 | −6   |                                   |
| 16   | Zamora C. F. (D)            | 42   | 38 | 11 | 9  | 18 | 41 | 50 | −9   | Acceso a Promoción de permanencia |
| 17   | Racing de Santander "B" (D) | 40   | 38 | 9  | 13 | 16 | 38 | 50 | −12  | Descenso a Tercera División       |
| 18   | Real Unión Club (D)         | 32   | 38 | 8  | 8  | 22 | 32 | 56 | −24  | Descenso a Tercera División       |
| 19   | C. D. Izarra (D)            | 32   | 38 | 7  | 11 | 20 | 35 | 48 | −13  | Descenso a Tercera División       |
| 20   | C. D. Endesa Andorra (D)    | 25   | 38 | 7  | 4  | 27 | 22 | 66 | −44  | Descenso a Tercera División       |

 Fuente: BDFutbol
Criterios de clasificación: Puntos · Enfrentamientos directos · Diferencia de goles · Goles a favor · Play-off

#### Resultados
| Local \ Visitante         | AMU | ATH | AUR | BAR | BEA | BER | BUR | CUL | ELG | END | GER | GIM | IZA | LEM | OSA | RAC | RUN | VAL | ZAM | ZAR |
| ------------------------- | --- | --- | --- | --- | --- | --- | --- | --- | --- | --- | --- | --- | --- | --- | --- | --- | --- | --- | --- | --- |
| Amurrio Club              | —   | 1–1 | 0–2 | 0–1 | 0–1 | 3–0 | 0–1 | 1–2 | 0–2 | 3–1 | 1–2 | 0–3 | 1–1 | 1–1 | 1–0 | 1–0 | 1–0 | 2–0 | 3–2 | 0–3 |
| Athletic Club "B"         | 2–1 | —   | 2–2 | 0–2 | 1–0 | 1–0 | 1–0 | 1–1 | 2–0 | 3–0 | 2–1 | 0–0 | 2–0 | 2–0 | 0–3 | 3–1 | 0–0 | 1–0 | 3–0 | 1–1 |
| C. D. Aurrera de Vitoria  | 2–0 | 3–0 | —   | 0–1 | 1–1 | 0–0 | 0–0 | 0–0 | 1–0 | 2–1 | 3–1 | 3–0 | 0–0 | 1–0 | 1–0 | 2–1 | 3–0 | 1–0 | 2–2 | 0–1 |
| Barakaldo C. F.           | 2–0 | 3–4 | 1–0 | —   | 1–2 | 2–0 | 2–0 | 2–0 | 1–2 | 1–0 | 0–2 | 1–0 | 0–0 | 2–1 | 3–1 | 2–0 | 3–1 | 2–0 | 0–1 | 2–2 |
| S. D. Beasain             | 2–1 | 3–0 | 0–2 | 3–1 | —   | 1–0 | 1–0 | 1–1 | 2–0 | 2–0 | 0–2 | 4–2 | 0–0 | 1–0 | 3–0 | 2–1 | 1–0 | 5–0 | 0–1 | 1–1 |
| Club Bermeo               | 1–1 | 0–3 | 1–1 | 1–5 | 0–1 | —   | 2–0 | 1–2 | 1–1 | 4–1 | 3–2 | 2–0 | 0–0 | 0–0 | 1–0 | 0–0 | 1–4 | 0–3 | 1–0 | 2–1 |
| Burgos C. F.              | 1–2 | 3–2 | 0–3 | 0–0 | 0–3 | 1–1 | —   | 0–1 | 0–0 | 2–0 | 2–2 | 2–0 | 2–1 | 2–0 | 0–0 | 1–0 | 4–1 | 0–1 | 0–0 | 0–0 |
| Cultural Leonesa          | 2–2 | 1–2 | 1–0 | 2–2 | 0–0 | 4–1 | 1–0 | —   | 2–1 | 4–0 | 2–0 | 1–2 | 1–0 | 2–2 | 1–0 | 2–2 | 6–1 | 1–0 | 1–0 | 2–1 |
| C. D. Elgoibar            | 0–1 | 1–2 | 2–5 | 0–2 | 2–1 | 3–1 | 1–1 | 2–0 | —   | 0–1 | 1–0 | 1–2 | 2–0 | 2–3 | 1–0 | 1–1 | 3–0 | 2–3 | 3–2 | 1–1 |
| C. D. Endesa Andorra      | 0–2 | 0–1 | 0–3 | 0–0 | 0–1 | 0–1 | 0–3 | 1–0 | 0–1 | —   | 1–3 | 0–2 | 3–2 | 0–0 | 0–1 | 2–2 | 1–0 | 0–1 | 2–0 | 0–3 |
| S. D. Gernika             | 0–1 | 0–1 | 2–0 | 0–2 | 1–2 | 1–0 | 1–0 | 2–0 | 1–2 | 2–1 | —   | 1–0 | 2–0 | 0–0 | 1–1 | 1–3 | 2–1 | 1–0 | 1–2 | 0–1 |
| Gimnástica de Torrelavega | 1–0 | 2–1 | 1–1 | 2–1 | 2–2 | 1–3 | 3–0 | 1–1 | 0–1 | 2–0 | 4–0 | —   | 1–0 | 1–0 | 1–1 | 1–3 | 2–1 | 1–0 | 1–2 | 0–1 |
| C. D. Izarra              | 3–0 | 2–3 | 0–1 | 2–2 | 0–2 | 1–1 | 0–1 | 0–0 | 3–0 | 4–1 | 1–1 | 1–1 | —   | 0–1 | 0–5 | 2–1 | 1–2 | 3–0 | 3–2 | 1–2 |
| S. D. Lemona              | 2–0 | 0–0 | 2–0 | 0–1 | 1–1 | 1–0 | 2–2 | 1–3 | 0–0 | 2–0 | 0–0 | 0–0 | 2–0 | —   | 2–0 | 1–0 | 0–0 | 3–0 | 0–0 | 3–1 |
| C. A. Osasuna "B"         | 0–1 | 0–1 | 0–1 | 0–1 | 1–0 | 1–0 | 1–0 | 0–0 | 0–0 | 0–2 | 3–0 | 1–0 | 0–2 | 0–0 | —   | 2–0 | 1–0 | 1–1 | 2–1 | 1–1 |
| Racing de Santander "B"   | 2–0 | 0–1 | 0–2 | 0–3 | 3–1 | 3–0 | 0–0 | 0–0 | 0–0 | 3–2 | 0–1 | 0–2 | 1–0 | 2–1 | 0–0 | —   | 3–1 | 1–1 | 1–1 | 1–2 |
| Real Unión Club           | 1–1 | 2–1 | 1–2 | 0–1 | 1–1 | 1–2 | 1–0 | 2–3 | 1–2 | 2–0 | 0–1 | 3–2 | 1–0 | 1–0 | 1–2 | 1–1 | —   | 0–0 | 0–2 | 0–1 |
| Real Valladolid C. F. "B" | 0–2 | 2–0 | 2–0 | 0–1 | 0–0 | 1–2 | 0–1 | 0–1 | 2–1 | 3–0 | 1–4 | 2–2 | 3–2 | 0–0 | 1–0 | 2–2 | 0–0 | —   | 3–2 | 1–3 |
| Zamora C. F.              | 2–0 | 0–0 | 2–1 | 0–0 | 0–1 | 0–1 | 4–2 | 0–1 | 0–0 | 1–2 | 4–0 | 1–2 | 1–0 | 1–2 | 0–0 | 2–3 | 1–0 | 1–1 | —   | 3–2 |
| Real Zaragoza "B"         | 2–0 | 0–1 | 0–1 | 2–1 | 1–1 | 2–1 | 0–0 | 0–1 | 3–0 | 0–0 | 2–0 | 3–1 | 0–0 | 4–0 | 0–0 | 5–0 | 3–2 | 0–1 | 4–0 | —   |

### Grupo III

#### Clasificación
| Pos. | Equipo                        | Pts. | PJ | G  | E  | P  | GF | GC  | Dif. | Clasificación                     |
| ---- | ----------------------------- | ---- | -- | -- | -- | -- | -- | --- | ---- | --------------------------------- |
| 1    | F. C. Barcelona "B" (A)       | 73   | 38 | 22 | 7  | 9  | 70 | 39  | +31  | Acceso a Promoción de ascenso     |
| 2    | Terrassa F. C.                | 71   | 38 | 21 | 8  | 9  | 70 | 44  | +26  | Acceso a Promoción de ascenso     |
| 3    | R. C. D. Mallorca "B" (A)     | 71   | 38 | 19 | 14 | 5  | 55 | 32  | +23  | Acceso a Promoción de ascenso     |
| 4    | R. C. D. Espanyol "B"         | 67   | 38 | 18 | 13 | 7  | 71 | 33  | +38  | Acceso a Promoción de ascenso     |
| 5    | C. D. Castellón               | 64   | 38 | 17 | 13 | 8  | 58 | 29  | +29  |                                   |
| 6    | C. F. Gavà                    | 55   | 38 | 13 | 16 | 9  | 54 | 38  | +16  |                                   |
| 7    | U. E. Figueres                | 55   | 38 | 15 | 10 | 13 | 62 | 47  | +15  |                                   |
| 8    | U. D. Pájara-Playas de Jandía | 54   | 38 | 14 | 12 | 12 | 41 | 42  | −1   |                                   |
| 9    | C. F. Gandía                  | 54   | 38 | 14 | 12 | 12 | 37 | 34  | +3   |                                   |
| 10   | U. D. A. Gramenet             | 52   | 38 | 13 | 13 | 12 | 38 | 39  | −1   |                                   |
| 11   | C. E. Sabadell F. C.          | 51   | 38 | 14 | 9  | 15 | 43 | 44  | −1   |                                   |
| 12   | C. D. Hospitalet              | 48   | 38 | 11 | 15 | 12 | 36 | 34  | +2   |                                   |
| 13   | Ontinyent C. F.               | 47   | 38 | 13 | 8  | 17 | 31 | 54  | −23  |                                   |
| 14   | Valencia C. F. "B"            | 47   | 38 | 12 | 11 | 15 | 39 | 41  | −2   |                                   |
| 15   | Gimnàstic de Tarragona        | 46   | 38 | 11 | 13 | 14 | 37 | 43  | −6   |                                   |
| 16   | C. D. Mensajero               | 46   | 38 | 12 | 10 | 16 | 45 | 63  | −18  | Acceso a Promoción de permanencia |
| 17   | U. D. Gáldar (D)              | 43   | 38 | 11 | 10 | 17 | 34 | 52  | −18  | Descenso a Tercera División       |
| 18   | Novelda C. F. (D)             | 42   | 38 | 10 | 12 | 16 | 41 | 51  | −10  | Descenso a Tercera División       |
| 19   | C. F. Sóller (D)              | 37   | 38 | 9  | 10 | 19 | 43 | 68  | −25  | Descenso a Tercera División       |
| 20   | F. C. Andorra (D)             | 7    | 38 | 1  | 4  | 33 | 14 | 102 | −88  | Descenso a Tercera División       |

 Fuente: BDFutbol
Criterios de clasificación: Puntos · Enfrentamientos directos · Diferencia de goles · Goles a favor · Play-off

#### Resultados
| Local \ Visitante             | AND | BAR | CAS | ESP | FIG | GAL | GAN | GAV | GIM | GRA | HOS | MAL | MEN | NOV | ONT | PAJ | SAB | SOL | TER | VAL |
| ----------------------------- | --- | --- | --- | --- | --- | --- | --- | --- | --- | --- | --- | --- | --- | --- | --- | --- | --- | --- | --- | --- |
| F. C. Andorra                 | —   | 0–4 | 1–5 | 1–2 | 0–4 | 1–1 | 2–1 | 0–2 | 0–3 | 1–2 | 0–1 | 1–3 | 1–1 | 0–1 | 0–4 | 0–1 | 0–2 | 0–3 | 1–4 | 0–1 |
| F. C. Barcelona "B"           | 2–1 | —   | 0–1 | 2–0 | 1–1 | 6–0 | 2–0 | 1–1 | 3–1 | 2–0 | 2–0 | 3–1 | 3–0 | 2–2 | 3–0 | 1–0 | 3–0 | 2–2 | 3–0 | 1–0 |
| C. D. Castellón               | 7–0 | 0–3 | —   | 0–0 | 2–1 | 1–2 | 3–0 | 0–0 | 1–1 | 2–0 | 1–0 | 0–0 | 2–0 | 2–1 | 2–0 | 0–0 | 1–1 | 1–1 | 0–1 | 0–1 |
| R. C. D. Espanyol "B"         | 8–0 | 2–1 | 1–1 | —   | 2–0 | 2–1 | 0–0 | 1–2 | 2–1 | 1–0 | 2–3 | 0–0 | 0–0 | 4–0 | 2–1 | 0–2 | 2–0 | 1–2 | 1–0 | 2–1 |
| U. E. Figueres                | 3–0 | 2–1 | 0–2 | 0–0 | —   | 2–1 | 1–1 | 1–3 | 3–0 | 0–2 | 2–0 | 1–1 | 6–1 | 2–1 | 4–1 | 3–0 | 3–1 | 2–1 | 2–2 | 0–2 |
| U. D. Gáldar                  | 0–0 | 2–0 | 0–3 | 0–4 | 0–3 | —   | 0–1 | 0–0 | 2–0 | 0–1 | 0–1 | 0–1 | 2–0 | 0–2 | 1–0 | 1–0 | 2–1 | 2–0 | 0–2 | 2–1 |
| C. F. Gandía                  | 2–0 | 1–2 | 0–0 | 0–1 | 1–1 | 0–2 | —   | 0–0 | 2–0 | 1–0 | 1–3 | 1–2 | 3–1 | 2–1 | 2–1 | 1–2 | 0–0 | 2–0 | 2–1 | 2–1 |
| C. F. Gavà                    | 3–0 | 2–0 | 0–0 | 1–3 | 1–1 | 3–3 | 1–2 | —   | 0–0 | 1–1 | 1–1 | 0–1 | 7–1 | 1–2 | 3–1 | 1–2 | 0–0 | 2–0 | 4–4 | 1–1 |
| Gimnàstic de Tarragona        | 3–1 | 1–0 | 0–3 | 0–0 | 1–1 | 1–0 | 0–4 | 1–0 | —   | 0–0 | 1–0 | 3–1 | 5–1 | 0–0 | 4–1 | 0–1 | 1–2 | 3–1 | 1–1 | 0–0 |
| U. D. A. Gramenet             | 3–1 | 1–1 | 0–0 | 0–2 | 1–0 | 1–2 | 0–0 | 0–0 | 0–0 | —   | 2–1 | 3–3 | 0–0 | 4–0 | 2–1 | 1–2 | 0–0 | 2–0 | 1–0 | 0–0 |
| C. D. Hospitalet              | 1–0 | 1–1 | 0–1 | 1–1 | 1–0 | 0–0 | 0–1 | 1–2 | 1–1 | 1–1 | —   | 2–0 | 2–0 | 0–0 | 0–0 | 2–2 | 1–1 | 1–1 | 6–1 | 1–0 |
| R. C. D. Mallorca "B"         | 2–0 | 2–0 | 2–0 | 1–1 | 3–2 | 2–2 | 0–0 | 1–1 | 0–0 | 2–0 | 1–0 | —   | 3–1 | 4–1 | 1–0 | 1–0 | 4–0 | 2–0 | 1–1 | 0–2 |
| C. D. Mensajero               | 1–1 | 3–4 | 1–1 | 1–1 | 0–2 | 3–1 | 2–0 | 1–0 | 0–0 | 2–0 | 1–0 | 1–1 | —   | 2–1 | 3–0 | 2–0 | 3–1 | 1–0 | 3–0 | 2–2 |
| Novelda C. F.                 | 4–1 | 0–1 | 2–2 | 2–2 | 0–1 | 1–1 | 1–1 | 1–3 | 2–0 | 0–2 | 1–1 | 0–0 | 2–1 | —   | 0–0 | 1–1 | 1–0 | 3–0 | 1–2 | 1–2 |
| Ontinyent C. F.               | 4–0 | 4–1 | 3–1 | 3–1 | 0–0 | 2–2 | 0–1 | 1–2 | 2–2 | 2–1 | 3–1 | 0–1 | 2–0 | 0–3 | —   | 2–1 | 1–1 | 2–1 | 0–0 | 1–1 |
| U. D. Pájara-Playas de Jandía | 2–0 | 3–3 | 1–0 | 1–4 | 3–1 | 0–0 | 0–0 | 0–2 | 0–1 | 5–1 | 0–0 | 0–3 | 2–1 | 0–0 | 3–1 | —   | 2–0 | 1–0 | 1–1 | 0–2 |
| C. E. Sabadell F. C.          | 2–0 | 2–0 | 2–3 | 0–2 | 2–0 | 0–0 | 1–0 | 0–1 | 2–1 | 3–0 | 0–1 | 2–2 | 1–0 | 2–1 | 0–1 | 3–0 | —   | 1–0 | 0–1 | 1–1 |
| C. F. Sóller                  | 2–0 | 1–2 | 0–5 | 1–1 | 5–4 | 2–1 | 1–1 | 2–1 | 3–1 | 3–3 | 0–0 | 0–0 | 3–3 | 1–2 | 0–4 | 1–1 | 2–5 | —   | 1–0 | 0–3 |
| Terrassa F. C.                | 5–0 | 2–3 | 3–1 | 3–2 | 3–2 | 4–1 | 1–1 | 2–0 | 2–0 | 0–1 | 2–0 | 2–0 | 4–1 | 3–0 | 4–2 | 0–0 | 4–2 | 2–0 | —   | 2–0 |
| Valencia C. F. "B"            | 3–0 | 0–1 | 1–4 | 1–1 | 1–1 | 1–0 | 1–0 | 2–2 | 1–0 | 0–2 | 1–1 | 2–3 | 0–1 | 1–0 | 0–1 | 2–2 | 0–2 | 1–3 | 0–1 | —   |

### Grupo IV

#### Clasificación
| Pos. | Equipo                         | Pts. | PJ | G  | E  | P  | GF | GC | Dif. | Clasificación                     |
| ---- | ------------------------------ | ---- | -- | -- | -- | -- | -- | -- | ---- | --------------------------------- |
| 1    | Málaga C. F. (A)               | 73   | 38 | 21 | 10 | 7  | 56 | 25 | +31  | Acceso a Promoción de ascenso     |
| 2    | R. C. Recreativo de Huelva (A) | 67   | 38 | 18 | 13 | 7  | 39 | 22 | +17  | Acceso a Promoción de ascenso     |
| 3    | Cádiz C. F.                    | 65   | 38 | 18 | 11 | 9  | 49 | 34 | +15  | Acceso a Promoción de ascenso     |
| 4    | Granada C. F.                  | 61   | 38 | 16 | 13 | 9  | 42 | 27 | +15  | Acceso a Promoción de ascenso     |
| 5    | U. D. Melilla                  | 60   | 38 | 15 | 15 | 8  | 47 | 33 | +14  |                                   |
| 6    | Córdoba C. F.                  | 58   | 38 | 15 | 13 | 10 | 44 | 35 | +9   |                                   |
| 7    | Almería C. F.                  | 58   | 38 | 15 | 13 | 10 | 37 | 30 | +7   |                                   |
| 8    | Real Murcia C. F.              | 54   | 38 | 13 | 15 | 10 | 38 | 32 | +6   |                                   |
| 9    | C. D. Isla Cristina            | 52   | 38 | 13 | 13 | 12 | 45 | 46 | −1   |                                   |
| 10   | C. D. Manchego                 | 47   | 38 | 11 | 14 | 13 | 34 | 32 | +2   |                                   |
| 11   | Sevilla F. C. "B"              | 46   | 38 | 10 | 16 | 12 | 37 | 33 | +4   |                                   |
| 12   | Real Betis "B"                 | 46   | 38 | 13 | 7  | 18 | 45 | 61 | −16  |                                   |
| 13   | Yeclano C. F.                  | 45   | 38 | 11 | 12 | 15 | 27 | 41 | −14  |                                   |
| 14   | Polideportivo Almería          | 45   | 38 | 9  | 18 | 11 | 42 | 40 | +2   |                                   |
| 15   | Écija Balompié                 | 45   | 38 | 11 | 12 | 15 | 32 | 48 | −16  |                                   |
| 16   | Motril C. F.                   | 44   | 38 | 11 | 11 | 16 | 34 | 54 | −20  | Acceso a Promoción de permanencia |
| 17   | Lorca C. F. (D)                | 42   | 38 | 9  | 15 | 14 | 45 | 47 | −2   | Descenso a Tercera División       |
| 18   | U. D. San Pedro (D)            | 40   | 38 | 8  | 16 | 14 | 36 | 43 | −7   | Descenso a Tercera División       |
| 19   | Guadix C. F. (D)               | 33   | 38 | 8  | 9  | 21 | 38 | 63 | −25  | Descenso a Tercera División       |
| 20   | A. D. Mar Menor (D)            | 32   | 38 | 8  | 8  | 22 | 31 | 52 | −21  | Descenso a Tercera División       |

 Fuente: BDFutbol
Criterios de clasificación: Puntos · Enfrentamientos directos · Diferencia de goles · Goles a favor · Play-off

#### Resultados
| Local \ Visitante          | ALM | BET | CAD | COR | ECI | GRA | GUA | ISL | LOR | MAL | MAN | MAR | MEL | MOT | MUR | POL | REC | SAP | SEV | YEC |
| -------------------------- | --- | --- | --- | --- | --- | --- | --- | --- | --- | --- | --- | --- | --- | --- | --- | --- | --- | --- | --- | --- |
| Almería C. F.              | —   | 1–2 | 0–2 | 1–1 | 2–1 | 0–0 | 3–2 | 3–0 | 1–0 | 1–0 | 1–0 | 0–0 | 2–1 | 2–1 | 2–1 | 2–0 | 0–0 | 2–1 | 0–0 | 0–1 |
| Real Betis "B"             | 1–1 | —   | 0–1 | 1–2 | 5–0 | 0–3 | 2–1 | 1–5 | 1–1 | 0–2 | 0–1 | 4–0 | 1–0 | 0–1 | 1–0 | 2–1 | 1–1 | 2–1 | 1–0 | 2–1 |
| Cádiz C. F.                | 2–1 | 1–2 | —   | 1–0 | 0–1 | 3–0 | 2–1 | 1–0 | 1–1 | 1–0 | 1–1 | 1–0 | 2–0 | 5–1 | 1–1 | 1–1 | 0–1 | 1–0 | 0–4 | 3–1 |
| Córdoba C. F.              | 1–0 | 1–0 | 0–0 | —   | 3–3 | 1–2 | 3–1 | 1–2 | 1–1 | 0–1 | 1–3 | 3–1 | 0–0 | 2–0 | 3–3 | 2–2 | 1–0 | 1–0 | 0–0 | 3–0 |
| Écija Balompié             | 0–0 | 0–0 | 2–1 | 0–0 | —   | 0–1 | 3–0 | 0–2 | 1–1 | 1–0 | 1–0 | 1–0 | 2–3 | 1–1 | 0–2 | 1–1 | 2–1 | 1–3 | 1–0 | 0–0 |
| Granada C. F.              | 1–2 | 1–2 | 1–2 | 3–0 | 4–0 | —   | 2–1 | 1–2 | 1–0 | 1–0 | 1–1 | 1–0 | 2–2 | 0–0 | 1–1 | 0–1 | 0–1 | 2–0 | 2–0 | 2–0 |
| Guadix C. F.               | 1–2 | 2–2 | 0–2 | 2–0 | 2–3 | 0–1 | —   | 2–1 | 2–2 | 0–6 | 1–0 | 0–0 | 0–0 | 2–0 | 0–1 | 2–0 | 0–1 | 3–2 | 1–2 | 1–1 |
| C. D. Isla Cristina        | 1–1 | 2–1 | 3–3 | 0–0 | 3–1 | 0–0 | 1–1 | —   | 1–1 | 1–4 | 0–2 | 2–1 | 2–1 | 2–0 | 0–0 | 1–1 | 2–1 | 0–0 | 1–0 | 1–0 |
| Lorca C. F.                | 0–1 | 5–1 | 2–1 | 0–2 | 1–2 | 0–0 | 0–1 | 0–2 | —   | 2–0 | 2–1 | 0–2 | 4–1 | 0–2 | 2–1 | 1–1 | 1–1 | 5–1 | 1–4 | 0–1 |
| Málaga C. F.               | 0–0 | 3–0 | 2–0 | 1–1 | 2–0 | 0–0 | 2–0 | 3–2 | 1–0 | —   | 1–0 | 4–1 | 1–0 | 1–1 | 1–3 | 3–3 | 1–0 | 1–1 | 2–0 | 4–1 |
| C. D. Manchego             | 1–2 | 2–0 | 0–1 | 0–1 | 0–0 | 1–1 | 2–0 | 2–1 | 0–0 | 0–1 | —   | 1–0 | 1–1 | 0–0 | 2–0 | 0–0 | 3–0 | 0–0 | 2–1 | 0–0 |
| A. D. Mar Menor            | 1–1 | 5–2 | 0–3 | 2–2 | 1–1 | 1–3 | 2–1 | 1–0 | 0–2 | 0–1 | 2–0 | —   | 1–3 | 1–1 | 0–1 | 3–2 | 0–1 | 0–1 | 0–0 | 0–1 |
| U. D. Melilla              | 1–1 | 3–1 | 2–0 | 1–0 | 2–0 | 1–1 | 3–2 | 0–0 | 2–2 | 1–2 | 3–0 | 1–1 | —   | 2–0 | 1–0 | 1–1 | 1–0 | 1–0 | 0–0 | 1–0 |
| Motril C. F.               | 2–1 | 2–1 | 0–0 | 0–2 | 1–0 | 2–3 | 1–1 | 1–0 | 2–2 | 3–4 | 0–0 | 1–0 | 1–1 | —   | 0–2 | 0–4 | 1–0 | 0–2 | 2–1 | 1–0 |
| Real Murcia C. F.          | 2–0 | 2–0 | 1–1 | 1–0 | 0–1 | 0–0 | 1–1 | 2–2 | 1–1 | 0–0 | 2–2 | 3–1 | 0–2 | 1–0 | —   | 2–1 | 0–2 | 0–0 | 0–0 | 2–0 |
| Polideportivo Almería      | 0–0 | 2–2 | 2–2 | 0–0 | 2–0 | 1–0 | 1–0 | 3–0 | 1–2 | 0–0 | 0–0 | 1–0 | 0–3 | 2–2 | 0–1 | —   | 1–2 | 3–0 | 2–0 | 0–0 |
| R. C. Recreativo de Huelva | 2–1 | 3–0 | 0–0 | 2–1 | 1–0 | 2–0 | 1–1 | 2–0 | 1–1 | 0–0 | 3–1 | 1–0 | 1–0 | 2–0 | 1–0 | 1–1 | —   | 1–1 | 1–1 | 2–0 |
| U. D. San Pedro            | 1–0 | 1–1 | 1–2 | 1–3 | 0–0 | 0–0 | 5–2 | 3–1 | 0–0 | 0–2 | 1–1 | 0–2 | 0–0 | 4–1 | 0–0 | 2–0 | 0–0 | —   | 1–1 | 1–1 |
| Sevilla F. C. "B"          | 0–0 | 3–0 | 1–0 | 0–1 | 3–2 | 0–0 | 2–0 | 2–2 | 3–1 | 1–0 | 3–2 | 0–1 | 1–1 | 1–2 | 0–0 | 1–1 | 0–0 | 1–1 | —   | 1–1 |
| Yeclano C. F.              | 0–2 | 0–3 | 1–1 | 0–1 | 0–0 | 0–1 | 3–1 | 0–0 | 2–1 | 0–0 | 0–2 | 2–1 | 1–1 | 2–1 | 3–1 | 1–0 | 0–0 | 2–1 | 1–0 | —   |

## Promoción de ascenso a Segunda División
- Se clasifican los siguientes equipos a la promoción de ascenso:

| Pos                                              | Grupo I                       | Grupo II          | Grupo III        | Grupo IV             |
| ------------------------------------------------ | ----------------------------- | ----------------- | ---------------- | -------------------- |
| 1º                                               | CP Cacereño                   | Barakaldo CF      | FC Barcelona "B" | Málaga CF            |
| 2º                                               | Real Madrid CF "B"            | Athletic Club "B" | Terrassa FC      | Recreativo de Huelva |
| 3º                                               | RC Deportivo de La Coruña "B" | SD Beasáin        | RCD Mallorca "B" | Cádiz CF             |
| 4º                                               | Talavera CF                   | Cultural Leonesa  | RCD Espanyol "B" | Granada CF           |
| En negrita equipos que suben a Segunda División. |                               |                   |                  |                      |

## Promoción de permanencia
- Se clasifican los siguientes equipos a la promoción de permanencia:

| Real Avilés Industrial                              | Zamora CF | CD Mensajero | Motril CF |
| En negrita equipo que desciende a Tercera División. |           |              |           |

## Resumen
Ascienden a Segunda división:
| - Fútbol Club Barcelona "B" | - Málaga Club de Fútbol | - Real Club Deportivo Mallorca "B" | - Real Club Recreativo de Huelva |

Descienden a Tercera división: 
| Grupo I - Club Deportivo Endesa As Pontes - Club de Fútbol Rayo Majadahonda - Club Deportivo Carabanchel - Club Deportivo Leganés "B" | Grupo II - Zamora Club de Fútbol - Real Racing Club de Santander "B" - Real Unión Club - Club Deportivo Izarra - Club Deportivo Endesa Andorra | Grupo III - Unión Deportiva Gáldar - Novelda Club de Fútbol - Club de Fútbol Sóller - Futbol Club Andorra | Grupo IV - Lorca Club de Fútbol - Unión Deportiva San Pedro - Guadix Club de Fútbol - Agrupación Deportiva Mar Menor |

Campeones de Segunda División B (título honorífico y en trofeo que no garantiza el ascenso):
| - Club Polideportivo Cacereño | - Barakaldo Club de Fútbol | - Fútbol Club Barcelona "B" | - Málaga Club de Fútbol |

## Copa del Rey
Los cuatro primeros clasificados de cada grupo, exceptuando a los filiales, se clasifican para la siguiente edición de la Copa del Rey.